# بيتار ستانيشيتش
بيتار ستانيشيتش هو لاعب كرة قدم صربي في مركز الدفاع، ولد في 23 سبتمبر 1984 في باتشكا توبولا في صربيا. لعب مع سبارتاك سوبتيتسا ونادي كايرات.